# Jüdischer Friedhof Panemunė
Koordinaten: 54° 51′ 30″ N, 23° 56′ 56,7″ O

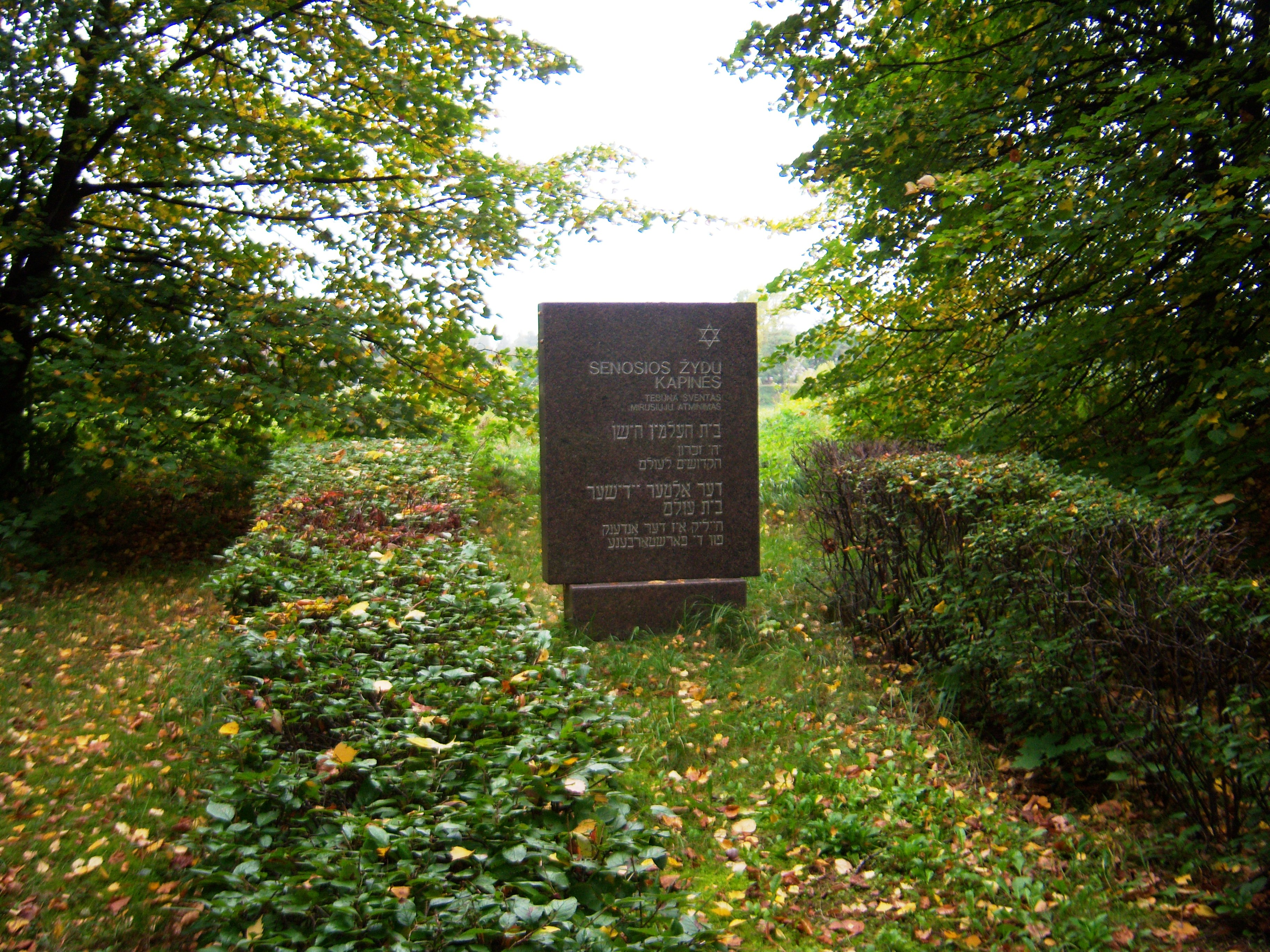
Jüdischer Friedhof Panemunė (2012)

Der jüdische Friedhof Panemunė liegt in Panemunė, einem Stadtteil von Kaunas, im Bezirk Kaunas in der Mitte Litauens.
Auf dem jüdischen Friedhof sind Grabsteine erhalten.